# Wrapper (Informationsextraktion)
| QS-Informatik | Dieser Artikel wurde wegen inhaltlicher Mängel auf der Qualitätssicherungsseite der Redaktion Informatik eingetragen. Dies geschieht, um die Qualität der Artikel aus dem Themengebiet Informatik auf ein akzeptables Niveau zu bringen. Hilf mit, die inhaltlichen Mängel dieses Artikels zu beseitigen, und beteilige dich an der Diskussion! (+) |

Als Wrapper bezeichnet man im Informatik-Teilbereich der Informationsextraktion eine Gruppe von speziellen Prozeduren zur automatischen Extrahierung von (semi-)strukturierten Daten aus einer bestimmten Datenquelle (Text). Dabei werden je nach Art der zu extrahierenden Datensätze unterschiedliche Wrapper benötigt. Im Zusammenhang mit Feature Subset Selection existieren zudem unterschiedliche Ansätze zur Auswahl einer optimalen Menge von Feature Subsets aus den Datensätzen.

## LR-Wrapper
Ein LR-Wrapper besteht aus {\displaystyle n} abgrenzenden Paaren {\displaystyle \langle l_{i},r_{i}\rangle }
foreach {\displaystyle \langle l_{i},r_{i}\rangle \in \{\langle l_{1},r_{1}\rangle ,\dotsc ,\langle l_{n},r_{n}\rangle \}}
finde das nächste {\displaystyle l_{i}}
finde das nächste {\displaystyle r_{i}}
extrahiere den Text dazwischen und speichere ihn als {\displaystyle i}-ten Wert des Tupels
Einschränkungen:
- Jedes {\displaystyle l_{i}} muss ein "echtes" Suffix des Textes vor jeder Instanz des Zielobjekts sein. Echt heißt, es muss vor jeder Instanz stehen und darf nirgendwo anders vorkommen. Ansonsten werden falsche Tupel extrahiert.
- Jedes {\displaystyle r_{i}} muss ein Präfix des Textes nach jeder Instanz des Zielobjekts sein. Ansonsten wird die Extraktion vorzeitig abgebrochen.

Quelle:

## Weitere Wrapper
HLRT-Wrapper (Head-Left-Right-Tail-Wrappers)Lerne einen eigenen Begrenzer für den Kopf und das Ende eines Dokumentes. Vor dem Head und nach dem Tail werden alle Vorkommnisse von {\displaystyle \langle l_{i},r_{i}\rangle } ignoriert.
OCLR- und HOCLRT-WrapperLerne für jedes Tupel ein eigenes Begrenzungspaar.
N-LR- und N-HLRT-WrapperErlaube mehrwertige und optionale Attribute
Quelle:

## Wrapper und FSS
Folgende einfache Möglichkeiten der Auswahl bestehen:
Forward selectionStarte mit einer leeren Menge von Features und füge immer das Feature hinzu, das die Accuracy am meisten erhöht, bis die Accuracy nicht mehr deutlich zunimmt.
Backward eliminationStarte mit allen Features und versuche ungeeignete zu entfernen.
Simple heuristic searchFüge ein Feature nach dem anderen hinzu, bis die Accuracy nicht mehr deutlich zunimmt.

## Einschränkungen
- Keine Permutationen von Attributen möglich
- Die Begrenzungspaare sind evtl. nicht ausreichend zur Identifizierung von Texten

Um diese Probleme zu lösen, müssen andere Algorithmen zur Informationsextraktion verwendet werden, etwa ein nicht-deterministischer, adaptiver Mealy-Automat (z. B. SoftMealy), der diese Einschränkungen nicht besitzt.